# Turkmenistan ved sommer-OL 2020
Turkmenistan deltog under Sommer-OL 2020 i Tokyo som blev afviklet i perioden 23. juli til 8. august 2021.

## Medaljer
| 2020 Tokyo   | Guld | Sølv | Bronze | Total |
| Turkmenistan | 0    | 1    | 0      | 1     |

### Medaljevinderne
| Turkmenistan under sommer-OL 2020 i Tokyo | Turkmenistan under sommer-OL 2020 i Tokyo | Turkmenistan under sommer-OL 2020 i Tokyo | Turkmenistan under sommer-OL 2020 i Tokyo | Turkmenistan under sommer-OL 2020 i Tokyo |
| Medalje                                   | Navn                                      | Sport                                     | Event                                     | Dato                                      |
| ----------------------------------------- | ----------------------------------------- | ----------------------------------------- | ----------------------------------------- | ----------------------------------------- |
| Sølv                                      | Polina Guryeva                            | Vægtløftning                              | Damernes 59 kg                            | 27. juli                                  |